# Steinpass
Steinpass är ett bergspass i Österrike.   Det ligger i distriktet Zell am See och förbundslandet Salzburg, i den centrala delen av landet, 280 km väster om huvudstaden Wien. Steinpass ligger 529 meter över havet.
Terrängen runt Steinpass är kuperad åt nordväst, men åt sydost är den bergig. Steinpass ligger nere i en dal. Runt Steinpass är det ganska tätbefolkat, med 120 invånare per kvadratkilometer.. Närmaste större samhälle är Grossgmain, 12,5 km öster om Steinpass. 
I omgivningarna runt Steinpass växer i huvudsak blandskog.